# Gmina Lubraniec
Die Gmina Lubraniec ist eine Stadt-und-Land-Gemeinde im Powiat Włocławski der Woiwodschaft Kujawien-Pommern in Polen. Ihr Sitz ist die gleichnamige Stadt mit etwa 3100 Einwohnern.

## Geographie

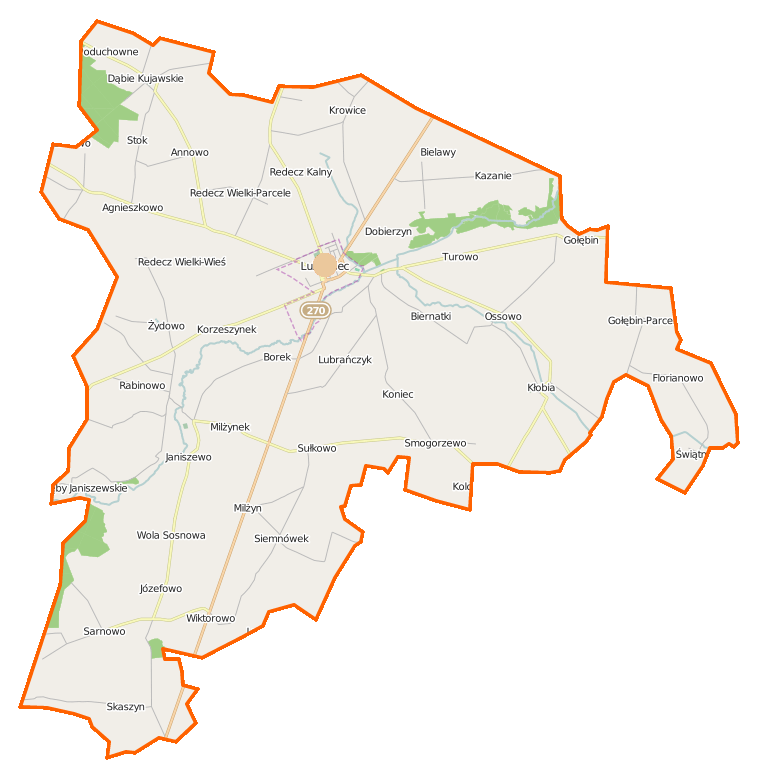
Karte der Gemeinde

Die Gemeinde liegt im Süden des Powiats und grenzt bei Gołębin an die Landgemeinde Włocławek. Die Stadt Włocławek liegt etwa 15 Kilometer nordöstlich.

## Geschichte
Im Rahmen der Zweiten Teilung Polens 1793 kam das Gemeindegebiet an Preußen. Im Jahr 1919 wurde es Teil des wiederentstandenen Polen. In der Besatzungszeit (1939–1945) des Zweiten Weltkriegs erhielten die Orte im Landkreis Leslau (Reichsgau Wartheland) deutsche Namen, die Stadt wurde in 1939 in Lubranitz und 1943 in Lutbrandau umbenannt. Noch vor Kriegsende kam das Gebiet wieder an Polen.
 Die Stadt-und-Land-Gemeinde besteht seit 1973 bzw. von 1919 bis 1954 als Landgemeinde mit Sitz in Piaski (Gmina Piaski). Von 1954 bis 1972 bestanden auf dem heutigen Gemeindegebiet neben der Stadt einige Gromadas. Von 1975 bis 1998 gehörte die Gemeinde zur Woiwodschaft Włocławek.

## Gliederung
Zur Stadt-und-Land-Gemeinde Lubraniec gehören neben der Stadt weitere 32 Dörfer mit einem Schulzenamt (sołectwo):
(deutsche Namen 1939 bis 1945)
| - Annowo - Bielawy (1939–1942 Bielawy, 1943–1945 Bilsdorf) - Biernatki (1939–1942 Bernatki , 1943–1945 Birndorf) - Bodzanowo - Czajno - Dąbie Kujawskie - Dęby Janiszewskie - Gołębin-Parcele (1943–1945 Taubenau) - Gołębin-Wieś (1943–1945 Körbenau) - Janiszewo (1943–1945 Emsing) - Kazanie (1939–1942 Kasane, 1943–1945 Wildheim) | - Kłobia (1939–1942 Klobia, 1943–1945 Klobendorf) - Kolonia Piaski (1943–1945 Pasken) - Koniec (1939–1942 Konetz , 1943–1945 Enddorf) - Krowice (1939–1942 Krowitz, 1943–1945 Kühnfelde) - Lubraniec-Parcele - Lubrańczyk - Milżyn (1943–1945 Milden) - Milżynek (1943–1945 Halweg) - Ossowo (1939–1942 Ossowo, 1943–1945 Ostau) - Rabinowo (1943–1945 Kiebitzdorf) - Redecz Kalny (1943–1945 Kleinreeden) | - Redecz Wielki-Wieś (1943–1945 Großreeden) - Sarnowo (1943–1945 Salzgrund) - Siemnówek (1943–1945 Siemer) - Skaszyn (1943–1945 Erlenmoor) - Smogorzewo (1939–1942 Smogorschew, 1943–1945 Morgen) - Sułkowo (1943–1945 Solkau) - Świątniki (1943–1945 Schwarzenheim) - Wiktorowo (1943–1945 Niederlanden) - Wola Sosnowa (1943–1945 Schmitten) - Żydowo (1943–1945 Hillerschmiedt) |

Weitere Ortschaften der Gemeinde sind:
| - Agnieszkowo - Borek (1943–1945 Niederborne) - Dąbie Poduchowne - Dobierzyn (1939–1942 Doberschin, 1943–1945 Nahwalde) - Florianowo - Górniak | - Józefowo - Kłobia Nowa - Kolonia Łódź (1943–1945 Loden) - Korzeszynek - Marysin - Piaski | - Redecz Wielki-Parcele - Siarczyce (1939–1942 Siartschitz, 1943–1945 Ulmenhang) - Stok (1943–1945 Stock) - Turowo (1939–1942 Turowo, 1943–1945 Turnau) - Zgłowiączka (1943–1945 Windingen) |

## Verkehr
Durch die Gemeinde und ihren Hauptort führt die Woiwodschaftsstraße DW270.
Die Stadt Lubraniec lag an der Schmalspurbahn Dobre Aleksandrowskie–Jerzmanowo, das Dorf Gołębin an der Schmalspurbahn Włocławek–Przystronie.